# تران‌انت
تران‌انت (به انگلیسی: Tranent) یک شهرک در اسکاتلند است که در لوتیان شرقی واقع شده‌است. تران‌انت  ۱۱٬۶۴۲ نفر جمعیت دارد.